# アラン・デュカス
アラン・デュカス（Alain Ducasse, 1956年9月13日 - ）は、フランス出身でモナコ国籍のシェフ。 
パリ8区のオテル・プラザ・アテネのレストラン「アラン・デュカス」や、モナコのレストラン「ルイ・キャーンズ（Louis XV）」の他、世界各地でレストランを経営する。史上最年少で3つ星を獲得した。ミシュランガイドから異なる国で3つ星を獲得した世界初のシェフである。現在はモナコ、ロンドンで自分名義の3つ星レストランを計2軒を運営している。デュカス本人が常駐しているわけではなく、総料理長であり、各店には、常駐シェフが存在している。
レストラン以外も自身のチョコレートブランド「ル・ショコラ・アラン・デュカス」も東京進出している。

## 略歴
- 1956年9月13日： フランス南西部ランド県カステル＝サラザン（fr）に生まれる。家業はフォアグラ用のあひる畜産農家。自家菜園の野菜や森で採れる食材を使った祖母の家庭料理の味に親しんで育つ。
- 1972年： 16歳の時、スートン（fr:Soustons）のレストラン「パヴィヨン・ランデ（Pavillon Landais）」で見習いの後、ボルドーのホテル学校に入学。
- 1975年： ウジェニー・レ・バン（Eugenie-les-Bains）のミシェル･ゲラール（Michel Guerard）の「レ・プレ・ドゥジェニー（Les Pres d'Eugenie）」で修業。冬はガストン・ルノートル（Gaston Lenotre）のもとで菓子を学ぶ。
- 1976年： ミシェル･ゲラールがコンサルタントをしていたニューヨークの「レジーン（Regine's）」で修行
- 1977年： 南フランスのニース近郊のムージャン（Mougin）にあるロジェ・ヴェルジェ（Roger Verge）のレストラン「ムーラン・ドゥ・ムージャン（Moulin de Mougin）」に入り、この店で後に彼の料理のひとつの柱となるプロヴァンス料理と出会う。
- 1978年： パリの東南のローヌアルプ地方ミオネ（fr:Mionnay）の「アラン・シャペル（Alain Chapel）」において2年間の仕事の後、アラン・シャペルを師と仰ぐようになる。
※この時期の同僚にハウステンボスの総料理長 上柿元勝（1977.06 ～ 79.09 ; 1980.02 ～ 80.12）がいる。
- 1980年： 24歳の時、再びムージャンに戻り、ロジェ・ヴェルジェの「ラマンディエ（L'Amandier）」のシェフに就任。
- 1981年 25歳で、コート・ダジュールのジュアン・レ・パン（Juan-les-Pins）の「ロテル・ジュアン（l'Hotel Juana）」のレストラン「ラ・テラス（La Terrasse）」を統括。
- 1984年： 「ラ・テラス」ミシュラン2つ星獲得。8月9日、サントロペからクールシュヴェルへ向かう飛行機の事故にあい、唯一の生存者だった。1年間の入院生活を余儀なくされる。
- 1987年： モナコ公国の首都モンテ・カルロにある高級ホテルの「ロテル・ドゥ・パリ（L'Hotel de Paris）」の総料理長に就任し、レストラン「ルイ・キャーンズ（Louis XV）」の指揮を任される（31歳）。
- 1990年： レストラン開店後33ヵ月目、デュカス33歳の時、史上最年少で3つ星獲得。
- 1995年： プロヴァンスのヴェルトラン渓谷近郊に、12ベッドルームの小さなオーベルジュ「ラ・バスティード・ドゥ・ムスティエ（La Bastide de Moustiers）」開店
オーベルジュの中に野菜農園があり、客は朝、自分で野菜を摘んで、それを厨房に持っていって調理してもらう。その菜園では15種類のハーブ、35種類のトマト、オリーヴオイルやラベンダーエッセンスも自前で作っている。
- 1996年12月： パリのホテル「ル・パルク・パリ・ソフィテル・デミュール・ホテル（Le Parc Paris Sofitel Demeure Hotel）」に、ジョエル・ロブションから後継に指名されて、レストラン「アラン・デュカス」開店。
- 1997年： 「アラン・デュカス」3つ星獲得、「ルイ・キャーンズ」が2つ星降格。
- 1998年： 「ルイ・キャーンズ」再び3つ星に復帰し、初の6つ星シェフになる。
- 1999年
  - 2月： ホテルチェーン「シャトー・エ・オテル・ドゥ・フランス（Chateaux et Hotels de France）」の会長に就任。
  - 11月： 総合プロ教育を提案するアラン・デュカス・フォルマシヨン「ADF （Alain Ducasse Formation）」設立。
- 2000年
  - 2月： パリの「イル・コルディーレ」とモナコの「バー＆ブフ（bar & boeuf）」がそれぞれミシュラン1つ星を獲得し、史上最高の8つ星シェフになる。
  - 6月： NYに「アラン・デュカス・アット・ジ・エセックス・ハウス（Alain Ducasse at the Essex House）」開店。
  - 9月： レストラン「アラン・デュカス」が「オテル・プラザ・アテネ（Hotel Plaza Athenee）」(パリ)に移転。
- 2002年： オーベルジュ「ラ・バスティード・ドゥ・ムスティエ（La Bastide de Moustiers）」1つ星獲得。
- 2004年12月： 東京にシャネルとともに新しいレストラン「ベージュ（Le Beige）」オープン。
- 2005年9月： 南青山に「ブノワ東京（Benoit Tokyo）」オープン。
- 2008年6月： モナコ公国に国籍変更。
- 2008年8月：　 ブノワ東京（Benoit Tokyo） 閉店（オーナー会社アーバン・コーポ倒産により）。
- 2008年10月：　西梅田に｢ル・コントワール・ド・ブノワ（Le Comptoir de Benoit）｣オープン。
- 2008年12月：  ブノワ東京（Benoit Tokyo）再オープン。
- 2015年2月： 「アラン・デュカス・オ・プラザ・アテネ」が再開後、2つ星に降格。
- 2016年2月： 「アラン・デュカス・オ・プラザ・アテネ」が3つ星奪還。「レストラン・ル・ムーリス・アラン・デュカス」は3つ星から2つ星に降格。
- 2018年8月： 10年間運営してきたパリのエッフェル塔内レストラン「ジュール・ベルヌ」の新たな運営契約の競争入札で敗北したが、入札審査に不正があったとして裁判を起こした[1]。

## 現在展開中の主な店

### 格調の高いレストラン
- 「ルイ・キャーンズ（Louis XV）」モナコ（Monaco） 1987-3つ星
- 「レストラン・ル・ムーリス・アラン・デュカス」パリ-2つ星
- 「アラン・デュカス・アット・ザ・ドーチェスター」ロンドン 2010-3つ星
- 「フランス料理 エステール（Esterre）」東京 2020-1つ星
- 「ムニ アラン デュカス（Muni Alain Ducasse）」京都 2020-1つ星

### テーマ性をもったレストラン
- 「ベージュ アラン・デュカス 東京」（シャネルとのコラボレーション） 2004-2つ星

### コンテンポラリー・レストラン
- 「スプーン・フード&ワイン（Spoon Food & Wine）」パリ 1998-
- 「スプーン・デ・ジル（Spoon des Iles）」モーリシャス（Mauritius） 1999-
- 「バー＆ブフ（bar & boeuf）」モナコ・モンテカルロ（Monte Carlo-Monaco） 1999-
- 「スプーン・ビブロス（Spoon Byblos）」サントロペ（Saint-Tropez, Var-France）・ホテル・ビブロス（Hotel Byblos）内 2002-
- 「スプーン・バイ・アラン・デュカス（Spoon by Alain Ducasse）」香港（Hong Kong） 2003-
- 「スプーン・デ・ネージュ（Spoon des Neiges）」グシュタード・スイス（Gstaad, Bern-Switzerland） 2003-
- 「ミックス・ラスベガス（Mix - Las Vegas）」ラスベガス（Las Vegas） 2004-
- 「ムニ ラ テラス（Muni La Terrasse）」京都 2020-1つ星

### クラシック・レストラン
- 「ル・ルレ・ドュ・パルク（Le Relais du Parc）」パリ・ル・パルク・パリ・ソフィテル・デミュール・ホテル（Le Parc Paris Sofitel Demeure Hotel）内 2000-

### 伝統的料理をコンセプトにしたレストラン
- 「オー・リヨネ（Aux Lyonnais）」パリ（リヨン料理店） 2002-
- 「ブノワ（Benoit）」パリ（Paris） 2005-、東京 2005- 1つ星、ニューヨーク（New York） 2007-、大阪 2008-2014、京都 2020-

### ベーカリー、デリカテッセン
- 「be-ブーランジェピシエ（be boulangepicier）」パリ 2002-、東京(新宿伊勢丹) 2006-2009.8.19閉店
- 「タマリス（Tamaris, Restaurant de desserts）」ベイルート・レバノン（Beirut-Lebanon） 2004-

### オーベルジュ
- 「ラ・バスティード・ド・ムスティエ（La Bastide de Moustiers）」フランス・プロヴァンス（Provence）地方 1995-
- 「オステルリー・ド・ラベイ・ド・ラ・セル（L'Hostellerie de l'Abbaye de La Celle）」フランス・プロヴァンス地方 1999-
- 「オーベルジュ・イパルラ（Auberge Iparla）」フランス・バスク地方（Le Pays Basque） 2002-
- 「ランダーナ（L'Andana Tenuta La Badiola）」イタリア・トスカーナ地方（Tuscany-Italy） 2004-
- 「ラ・ドメーヌ・デ・ザンデオル（le Domaine des Andeols）」フランス・プロヴァンス地方 2005-

## 著書（和書）
- 「シェフ、美食の大地をめぐる」原書房 2000.7 ISBN 978-4562033119
- 「贅沢な食卓―懐石のこころ、フレンチのエスプリ」（共著） 淡交社 2000.11 ISBN 978-4473017789
- 「拝啓 法王さま - 食道楽を七つの大罪から放免ください。」（共著） 中央公論新社 2005.5 ISBN 978-4120036385
- 「100%パン―エリック・カイザー60のレシピ」（共著） 毎日新聞社 2005.9 ISBN 978-4620606187
- 「アラン・デュカスのひと皿フレンチ 魚」 140B 2010.8 ISBN 978-4-903993-09-6
- 「アラン・デュカスのひと皿フレンチ お米」 140B 2010.8 ISBN 978-4-903993-08-9

## ノンフィクション（和書）
- 「アラン・デュカス 進化するシェフの饗宴」小椋三嘉 著・ハナブサ・リュウ写真 (Shincho mook special)  新潮社 2005.10.19 ISBN 978-4107901521